# 먼델-토빈 효과
먼델-토빈 효과(Mundell-Tobin effect)는 경제학자 로버트 먼델과 제임스 토빈에 의해 주창된 이론이다.

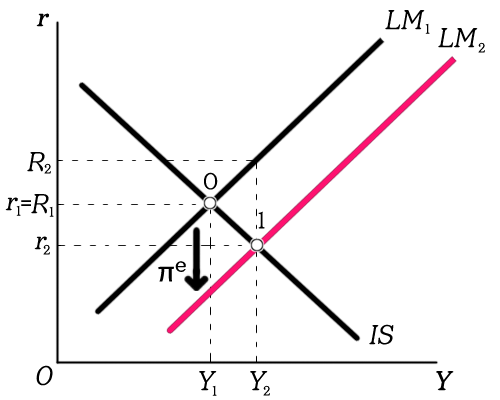
그림 1. 소득-실질 이자율 평면에 나타낸 경우

이 이론에 따르면, 고전파 경제학의 주장과 달리 명목 이자율은 인플레이션과 1:1 대응 관계를 가지지 않고, 이보다 낮은 정도로만 오르게 된다. 만약 명목 이자율이 상승하게 되면, 사람들은 현금을 가지기보다 이를 채권 등으로 전환하기를 원한다. 그리고 이는 실질 이자율의 하락에 영향을 미친다. 다르게 말하면, 외생적인 통화량 증가가 명목 이자율과 화폐유통속도를 증가시키나, 실질 이자율은 감소시킨다는 것이다.
이 이론의 중요성은 고전파의 이분법(classical dichotomy)을 탈피하였다는 점이다. 먼델이 1963년에 먼저 관련 논문을 발표했으며, 2년 뒤에 토빈이 비슷한 주장을 담은 논문을 발표하였다.

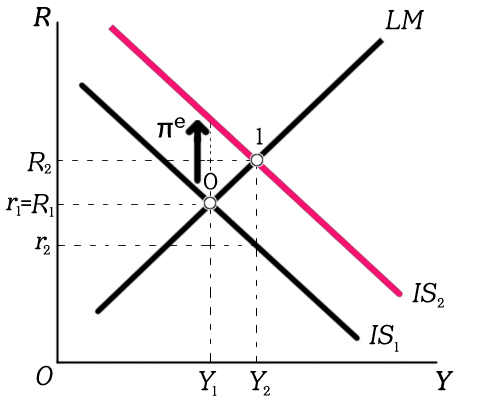
그림 2. 소득-명목 이자율 평면에 나타낸 경우

## 내용
소득(Y )-실질 이자율(r ) 평면에서 기대인플레이션율({\displaystyle \pi ^{e}} ) 상승에 따른 명목 이자율(R )의 상승은 화폐 보유의 기회비용이 증가하는 것을 뜻하기 때문에, 화폐수요가 감소하고 LM 곡선이 오른쪽으로 이동한다. 그 결과 실질 이자율이 하락({\displaystyle r_{1}\rightarrow r_{2}})하고 소득이 증가({\displaystyle Y_{1}\rightarrow Y_{2}})하게 된다.
소득(Y)-명목 이자율(R) 평면에서 기대인플레이션율({\displaystyle \pi ^{e}} ) 상승에 따른 실질 이자율(r )의 하락은 투자의 기회비용이 감소하는 것을 의미하므로, 투자가 증가하고 IS 곡선이 오른쪽으로 이동하게 된다. 그 결과 명목 이자율이 상승({\displaystyle R_{1}\rightarrow R_{2}})하고 소득은 증가({\displaystyle Y_{1}\rightarrow Y_{2}})한다.
여기서 기대인플레이션율이 {\displaystyle \Delta \pi ^{e}}만큼 상승하였지만, 그림 1에서 보듯이 LM 곡선이 움직이게 되어 실질 이자율이 떨어지고({\displaystyle r_{1}\rightarrow r_{2}}) 명목 이자율의 상승폭({\displaystyle R_{1}\rightarrow R_{2}})은 기대인플레이션율의 상승폭({\displaystyle \Delta \pi ^{e}})보다 작아진다.

## 같이 보기
- IS-LM 모형
- 인플레이션

### 참고 문헌
- 정운찬·김영식, 《거시경제학》 (제8판), 율곡출판사 ISBN 978-89-91830-21-9

### 관련 논문
- 로버트 먼델, 〈인플레이션과 실질 이자〉(Inflation and Real Interest), 정치경제저널 71, 1963
- 제임스 토빈, 〈화폐와 경제 성장〉(Money and Economic Growth), 이코노메트리카 33